# Distrito de Huaura
El distrito de Huaura es uno de los 12 que conforman la provincia de Huaura, ubicada en el departamento de Lima en Perú. Se encuentra  bajo la administración del Gobierno Regional de Lima-Provincias.

## Historia
La fundación española de Huaura se dio el 25 de julio de 1597, con el nombre de Villa de Carrión de Velasco por el IX virrey del Perú Luis de Velasco y Castilla. 
En Huaura, se proclamó la independencia del Perú por el generalísimo José de San Martín un 28 de julio de 1821.
Huaura fue la capital del departamento de la Costa entre el 12 de febrero de 1821 y el 4 de noviembre de 1823. Capital de la provincia de Chancay desde febrero de 1821, hasta el 10 de noviembre de 1874 en que por Ley de Congreso la villa de Huacho fue elevada a categoría de ciudad y capital de la provincia de Chancay, así Huacho es capital.
El distrito de Huaura se creó el 6 de agosto de 1936, perteneciente a la antigua provincia de Chancay, en el gobierno del Presidente Óscar R. Benavides, actual provincia de Huaura (desde 1986), con su capital Huacho.
Demografía

### Población
Según el censo de 2017 el distrito de Huaura tenía 34 764 hab.

### Religión
La mayoría de la población es católica. Dentro de la división eclesiástica de la iglesia católica Huaura pertenece a la Diócesis de Huacho
- Diócesis de Huacho[2]
  - Obispo de Huacho: Mons. Antonio Santarsiero Rosa, OSI.
- Parroquia San Antonio Abad[3]

## Geografía
Abarca una superficie de 484,43 km².

## División administrativa
El distrito cuenta con una población total de 34 764 habitantes.

### Centros poblados
El Distrito tiene los siguientes poblados:
- 3 De Mayo
- Acaray
- Alcantarilla
- Balconcillo
- Buenos Aires
- Caldera
- Calusa
- Canta Gallo
- Casa Vieja
- Centinela
- Desagravio
- El Sol
- El Triunfo
- Fundo San Jorge
- Huaura
- Humaya
- Jaiva
- La Balanza
- La Coruña
- La Empedrada
- La Soledad
- Las Casuarinas
- Peñico
- Rontoy
- Santa Rosa
- Vilcahuaura

## Autoridades

### Municipales
- 2019 - 2022
- Alcalde: Jacinto Eulogio Romero Trujillo

- 2016 - 2018[4]
- Alcalde: Gilmar Magno Solórzano Bayona,  Partido Alianza para el Progreso (APP)..
- Regidores: Jakelyn Nohely Flores Jara (APP), Alexander Jorge Torres Anaya (APP), Jorge Natividad Rojas Benítes (APP), Águeda Carbajal Ruiz (APP), María Alejandrina del Pilar Ramos Calero (APP), Soledad Cecilia Manrrique Zapata (Patria Joven), Wilser Arquinigo Espinoza (Fuerza Popular).
- 2015 - 2016
  - Alcalde: Justiniano Pedro Valencia Pantoja, Partido Alianza para el Progreso (APP).
  - Regidores: Gilmar Magno Solórzano Bayona (APP), Jakelyn Nohely Flores Jara (APP), Alexander Jorge Torres Anaya (APP), Jorge Natividad Rojas Benítes (APP), Águeda Carbajal Ruiz (APP), Soledad Cecilia Manrrique Zapata (Patria Joven), Wilser Arquinigo Espinoza (Fuerza Popular).
- 2011 - 2014[5]
  - Alcalde: Jacinto Eulogio Romero Trujillo, Movimiento Concertación para el Desarrollo Regional (CDR).[6]
  - Regidores: Manuel Gustavo Mendoza Martínez (CDR), Soledad Cecilia Manrique Zapata (CDR), Jaime Oscar Chacón Sánchez (CDR), José Orlando Villanueva Espinoza (CDR),  Estefani Belén Alor Regalado (CDR), Suenens Dean Ramos Balcázar (Confianza Perú), Pascual Bailón Rondón Espinoza (Militantes Organizados para el Desarrollo Provincial).
- 2007 - 2010
  - Alcalde: Jacinto Eulogio Romero Trujillo, Movimiento Coordinadora Nacional de Independientes (I).
  - Regidores: Manuel Gustavo Mendoza Martínez (I), Soledad Cecilia Manrique Zapata (I), Juan de As Trujillo Pajuelo (I), Sandalio Rosario Espinoza Jaimes (I), Wendy del Carmen Pazos Atencia (Concertación para el Desarrollo Regional)
- 2003 - 2006
  - Alcalde: Idalia Antonieta Taboada Baltuano, Alianza electoral Unidad Nacional (UN).

### Policiales
- Comisaría de Huacho
  - Comisario: Cmdte. PNP. Wilder Hurtado Cárdenas.[7]

## Educación

### Instituciones educativas
- 20334 Generalísimo Don José de San Martín
- 20335 Nuestra Señora del Carmen
- I.E. Coronel Pedro Portillo Silva
- I.E.P. San Antonio Abad
- I.E.P. Triolet
- I.E.P. Santa Bárbara
- I.E.I Medallita Milagrosa
- I.E. Heroes del Cenepa
- I.E. N.º 20366 TUPAC AMARU II - El Socorro

## Festividades
- Virgen del Carmen - 16 de julio
- Independencia del Perú - 28 de julio
- Festival de la Guinda Huaurina[8] - Licor de Guinda - 30 de agosto
- Primera Proclamación de Independencia por el Generalísimo José de San Martín - 27 de noviembre